# Véhicule de combat de soutien de char
Pour les articles homonymes, voir BMPT.

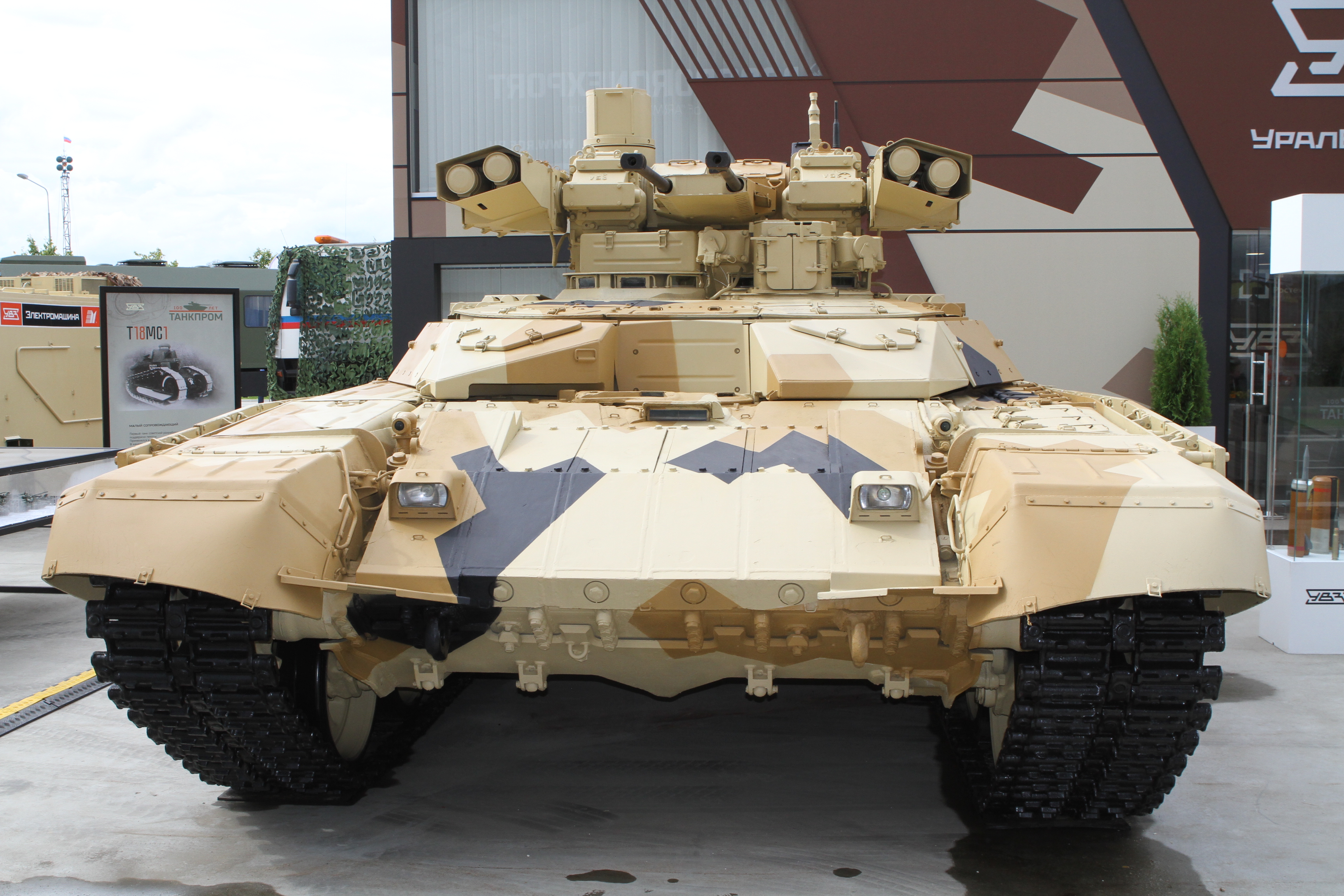
BMPT-72 "Terminator-2"

Un véhicule de combat de soutien de char est une classe de véhicules blindés de combat théorisée et mise en pratique par l'Union soviétique et la Russie visant à fournir un appui feu et une protection aux chars d'assaut sur le champ de bataille notamment face à l'infanterie antichar ennemie.

## Nom
Véhicule de combat de soutien de char est dérivé du sigle russe BMPT (БМПТ, abréviation de Боевая Машина Поддержки Танков (Boïevaïa Mashina Poderjki Tankov) soit « véhicule de combat de soutien de char » en français).

## Histoire

### Origine
Issu du détournement de véhicules antiaériens automoteurs (ZSU-57-2, ZSU-23-4) vers les troupes terrestres voire d'une utilisation uniquement pour le combat face aux forces terrestres lors de l'invasion de l’Afghanistan notamment avec le ZSU-23-4M2 Afghanskii, les autorités soviétiques exprimèrent au début des années 1980 le besoin d'un véhicule pouvant combiner à la fois la fonction d'un véhicule de combat d'infanterie avec un armement plus puissant et un blindage similaire aux chars d'assaut ayant pour but de protéger ces mêmes chars d'assaut contre les dispositifs antichars portatifs ennemis.
Il devra remplacer les troupes de débarquement (ru) qui étaient directement disposées sur les chars d'assaut ou dans des véhicules proches pour protéger les chars d'assaut de l'infanterie adverse.

### Balbutiements soviétiques

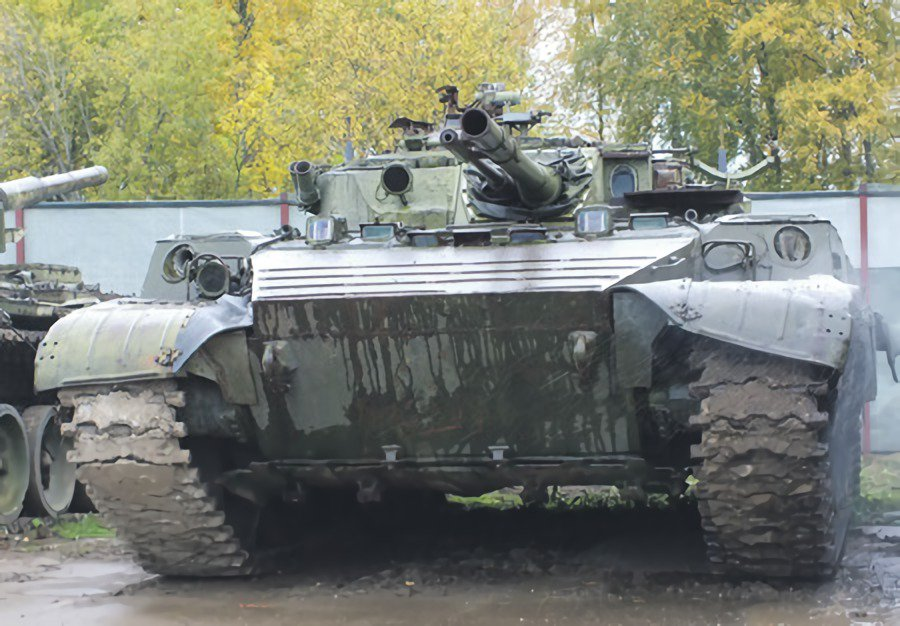

#### Commande
Les premiers plans furent établis par l'académie militaires des forces blindés (en) et TsNIITotchMach en 1983, ces plans sont basés sur le char T-72 ou l'Object 934. En 1984, le commandant des forces armées terrestres soviétiques Vassili Ivanovitch Petrov décide d'inclure le futur véhicule dans les objectifs de R&D pour 1986-1990.

#### Object 781(ru)etObject 782(ru)
Pour répondre aux desseins des autorités militaires l'usine de tracteurs de Tcheliabinsk (ChTZ) fut choisie pour mener à bien le projet.
Sous la direction de A. G. Shipunov (ru) deux prototypes furent conçus et construits en 1987.
Armement de l'Object 781 (ru) :
- Canon de calibre 100 mm 2A70
- Canon de 30 mm 2A72 (ru)
- Mitrailleuse de 7,62 mm PKT couplée aux canons
- Six lanceurs de missiles pouvant tirer les missiles Kornet ou Konkurs
- Deux paires de mitrailleuses de 7,62 mm PKT indépendantes placées dans la caisse
- Deux lance-grenades de 40 mm AGS-40 placés dans la caisse

Armement de l'Object 782 (ru) :
- Canon de 100 mm 2A70
- Canon de 30 mm 2A72 (ru)

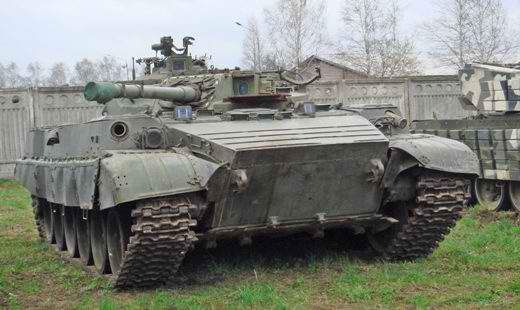

- Lance-grenades de 40 mm AGS-40 couplé aux canons
- Mitrailleuse de 7,62 mm PKT indépendante sur le devant de la tourelle
- Deux mitrailleuses de 7,62 mm PKT indépendantes à l'arrière de la tourelle
- Deux paires de mitrailleuses/lance-grenades (PKT/AGS-40) indépendants placés dans la caisse

Tous ces équipements étaient destinés à détruire tous types de cibles allant du char d'assaut au soldat d'infanterie.
Les différentes armes pouvaient engager jusqu'à six cibles en même temps, combinées avec la diversité de l'armement, le véhicule était très polyvalent.
L'Object 782 (ru) fut désigné pour des développements ultérieurs contrairement à l'Object 781 (ru) mais la disparition de l'Union soviétique annule donc de facto le projet en 1991.

### Russie contemporaine

#### Reformulation de la doctrine
À la suite des guerres de Tchétchénie et de l’expérience du BTR-T, les autorités militaires russes comprirent à l'instar des soviétiques dix ans plus tôt de la nécessité d'un véhicule de combat de soutien de char et mirent l'accent sur le théâtre de combat urbain.

#### BMPT "Terminator"

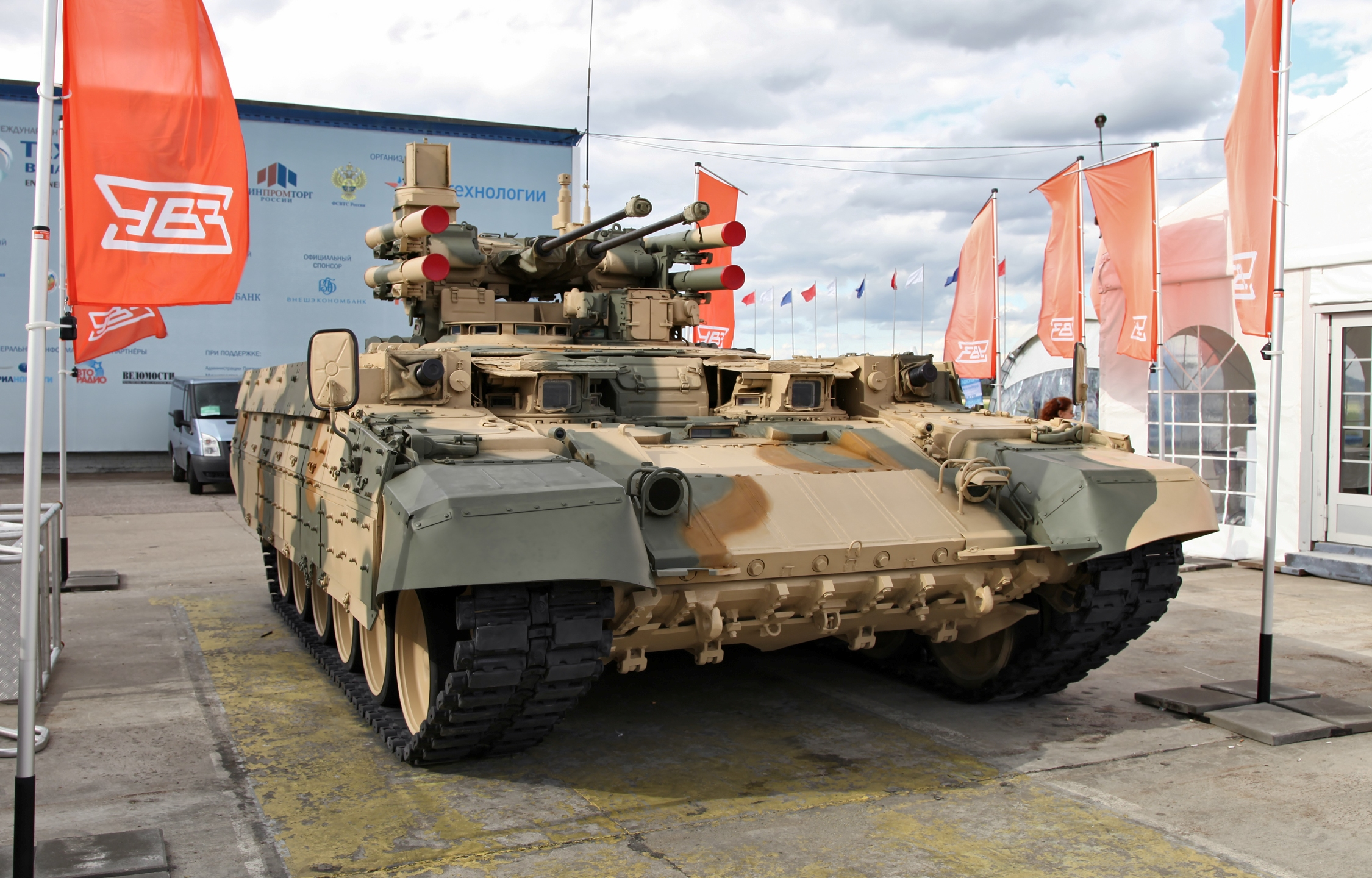
BMPT "Terminator"

Basé initialement sur les châssis du T-90 et du T-72, l'Object 199 (BMPT) fut conçu par Uralvagonzavod entre 1996 et 2000.
Il était alors équipé d'un unique canon de 30 mm 2A42, de quatre lanceurs "Kornet", d'une mitrailleuse coaxiale de 7,62mm PKTM et deux lances-grenades AGS-17.
En 2002 le char présentait deux canons de 30 mm 2A42 et quatre lanceurs "Ataka-V".
Malgré la validation par des tests d'état en 2006 le véhicule ne fut pas admis directement après les tests au sein de l'armée russe pour des raisons de contraintes financières et organisationnelles.

#### BMPT-72 "Terminator 2"

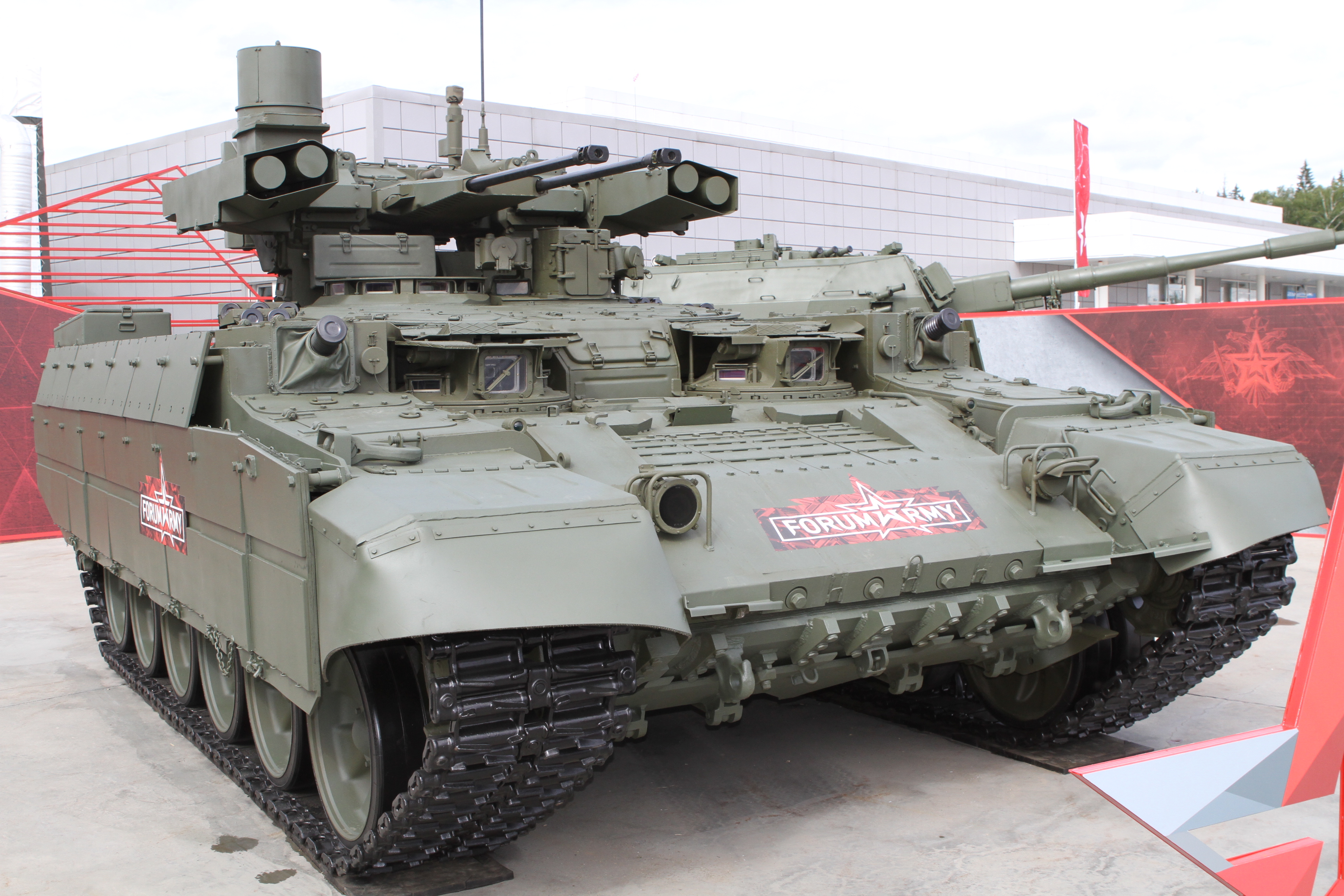
BMPT-72 "Terminator-2"

Présenté pour la première fois en 2013 au salon d'exposition des armes russes, l'Object 183 présente deux canons de 30 mm 2A42 et quatre lanceurs pouvant tirer les missiles 9M120-1 et 9M120-1F. Ce nouveau véhicule est basé sur le châssis du T-72 et est similaire au BMPT de première génération.

#### Projets futurs
Plusieurs projets sont à l'étude chez Uralvagonzavod notamment une version avec canons de 57mm et sur la base Armata.

### Ukraine

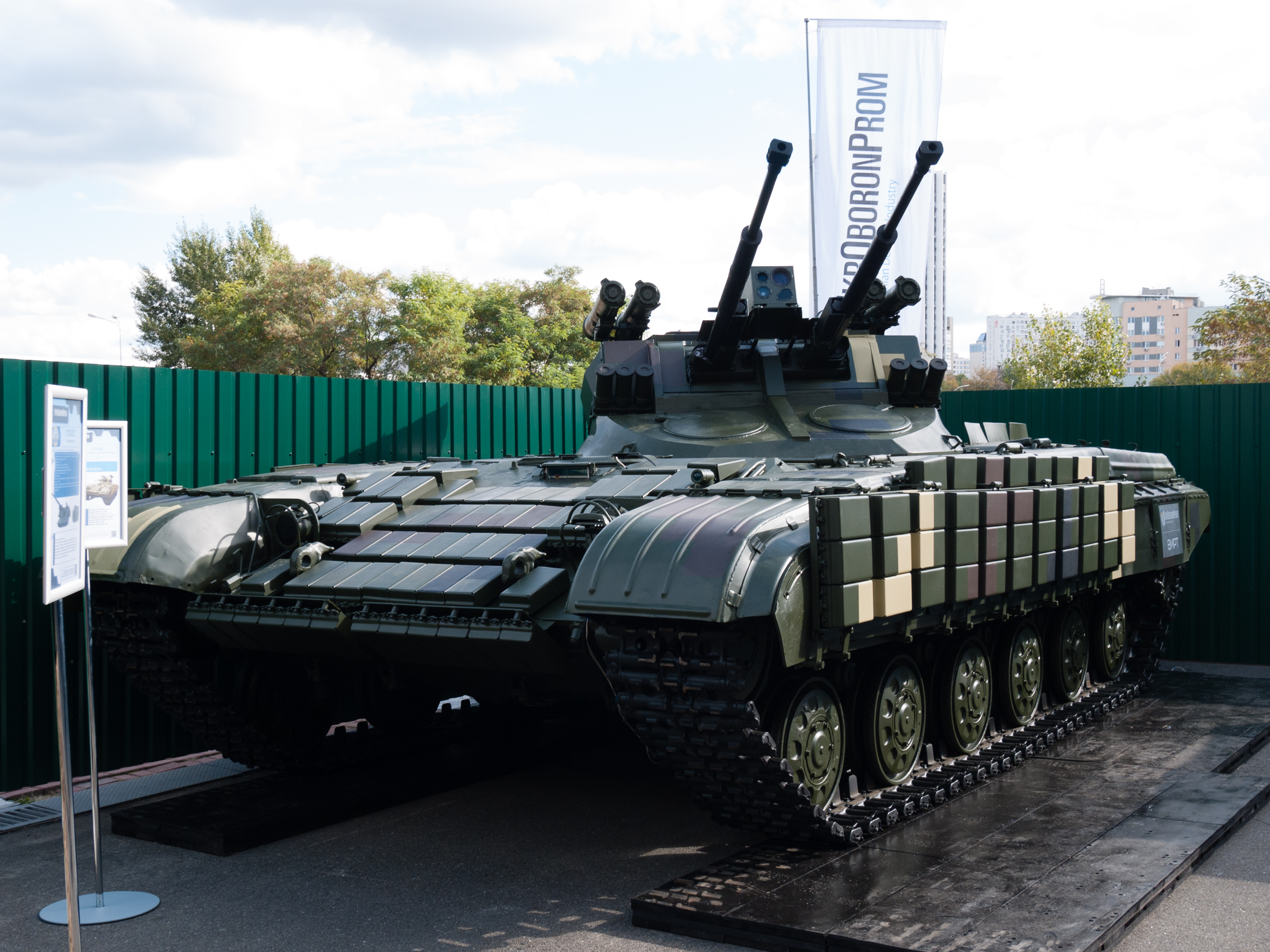
BMPT "Straj"

#### BMPT "Straj"(uk)
Développé par les usines blindés de Kiev et de Jytomyr et avec la DAHK "Artem" (uk) sur châssis de T-64, le BMPT "Straj" est présenté pour la première fois en 2017 au forum d'armes et de sécurité (uk).
Le BMPT "Straj" est équipé d'un module de combat "Duplet" (uk) composé de deux canon de 30 mm ZTM-2 très similaire au 2A42 avec deux mitrailleuses KM-7,62 (uk) en coaxiale des canons, un lance-grenades de 30 mm AG-17 (KBA-117 (uk)), quatre lanceurs de missiles antichars "Barrière" et quatre lance-pots fumigènes de 81mm.

### Algérie

#### BMPT-62
Le BMPT-62 algérien consiste en l'ajout d'une tourelle de BMP-2 avec le module "Berezhok" sur un châssis de T-62. Cette tourelle dispose de quatre lanceurs permettant de tirer des missiles « Barq » qui sont des 9M133 "Kornet" produits sous licence. Cette tourelle comporte aussi un lance-grenade AGS-30 et une électronique modernisée. Le BMPT-62 en plus d'une tourelle reçoit aussi un nouveau moteur, un système de climatisation et la possibilité d'avoir un blindage era « Kontakt 5 ». L'usage de ce BMPT est privilégié face au BMPT-72 pour son prix largement moindre.

## Utilisation

### Doctrine d’utilisation
Un véhicule de combat de soutien de char est censé protéger et fournir un appui feu capable d'atteindre tout types de cibles pour protéger une formation blindée notamment en milieu urbain.

### Engagements

#### Syrie
Un unique BMPT fut testé en condition réelle lors de la guerre civile syrienne.

#### Ukraine
Le BMPT aurait été aperçu dans un convoi de blindés en mai 2022 près de Sievierodonetsk lors de l'invasion russe de l'Ukraine,.

### Utilisateurs

#### BMPT et BMPT-72
- Russie : Entrée en service en 2018[12] et livraison opérationnelle en 2020[13].
- Kazakhstan : Réception de 3 véhicules en 2020[14].
- Algérie : L'Armée Algérienne a reçu un premier lot de 60 BMPT-72 "Terminator 2" en juin 2020[15].

#### BMPT-62
- Algérie : Nombre inconnu en service mais premiers lots arrivés en 2022[8].

## Galerie d'images

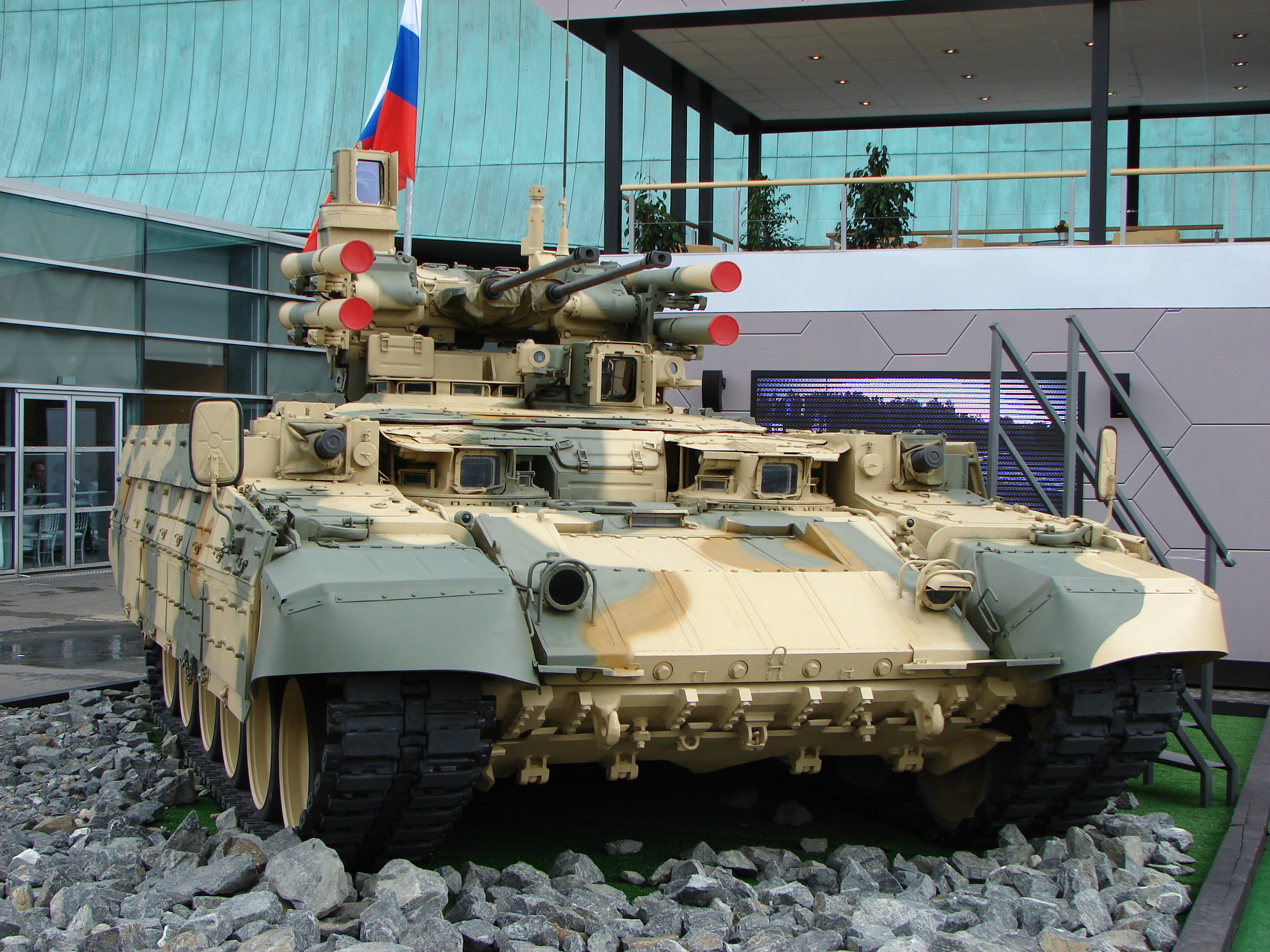
BMPT présenté à l'Eurosatory 2012
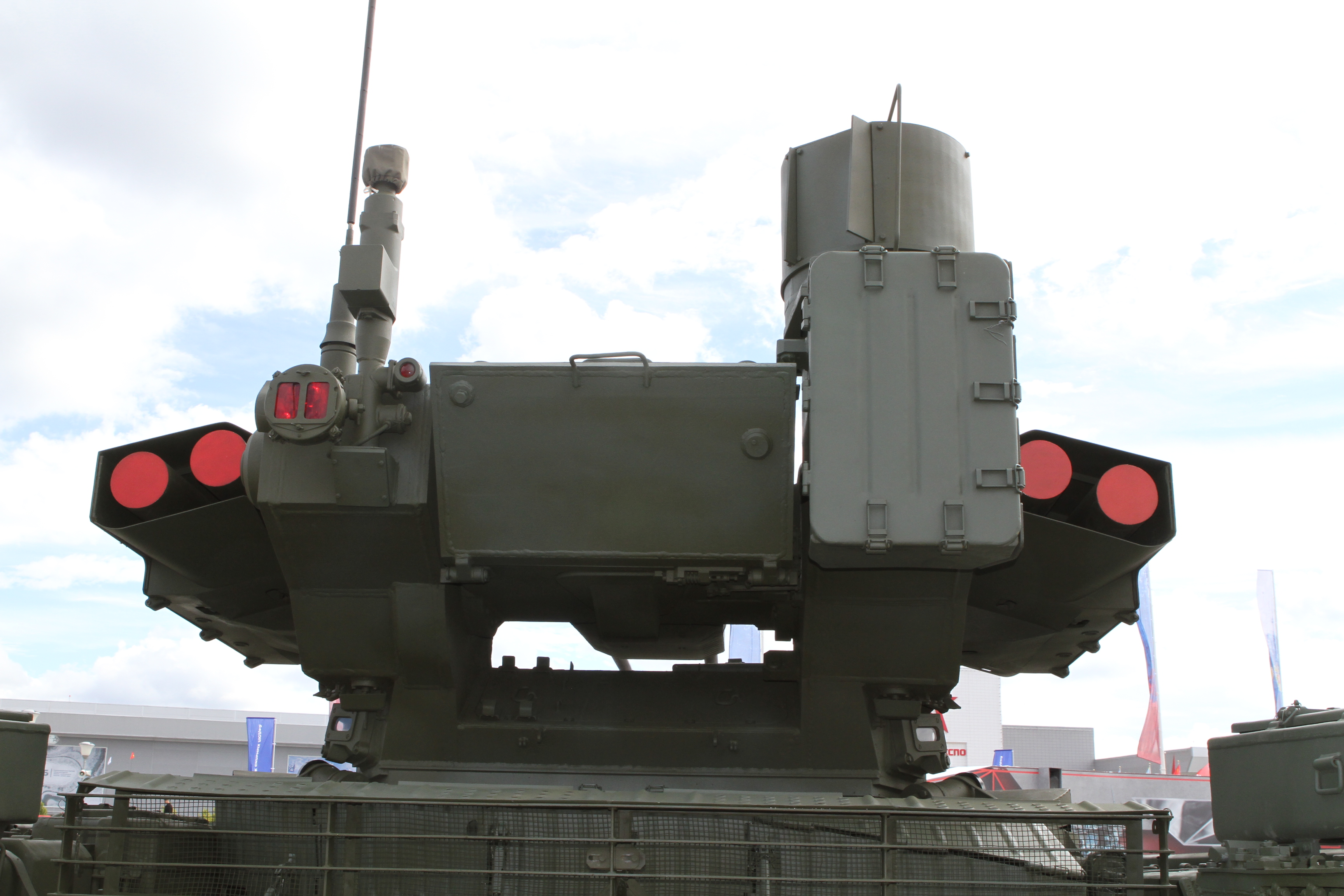
Vue de l'arrière de la tourelle d'un BMPT-72
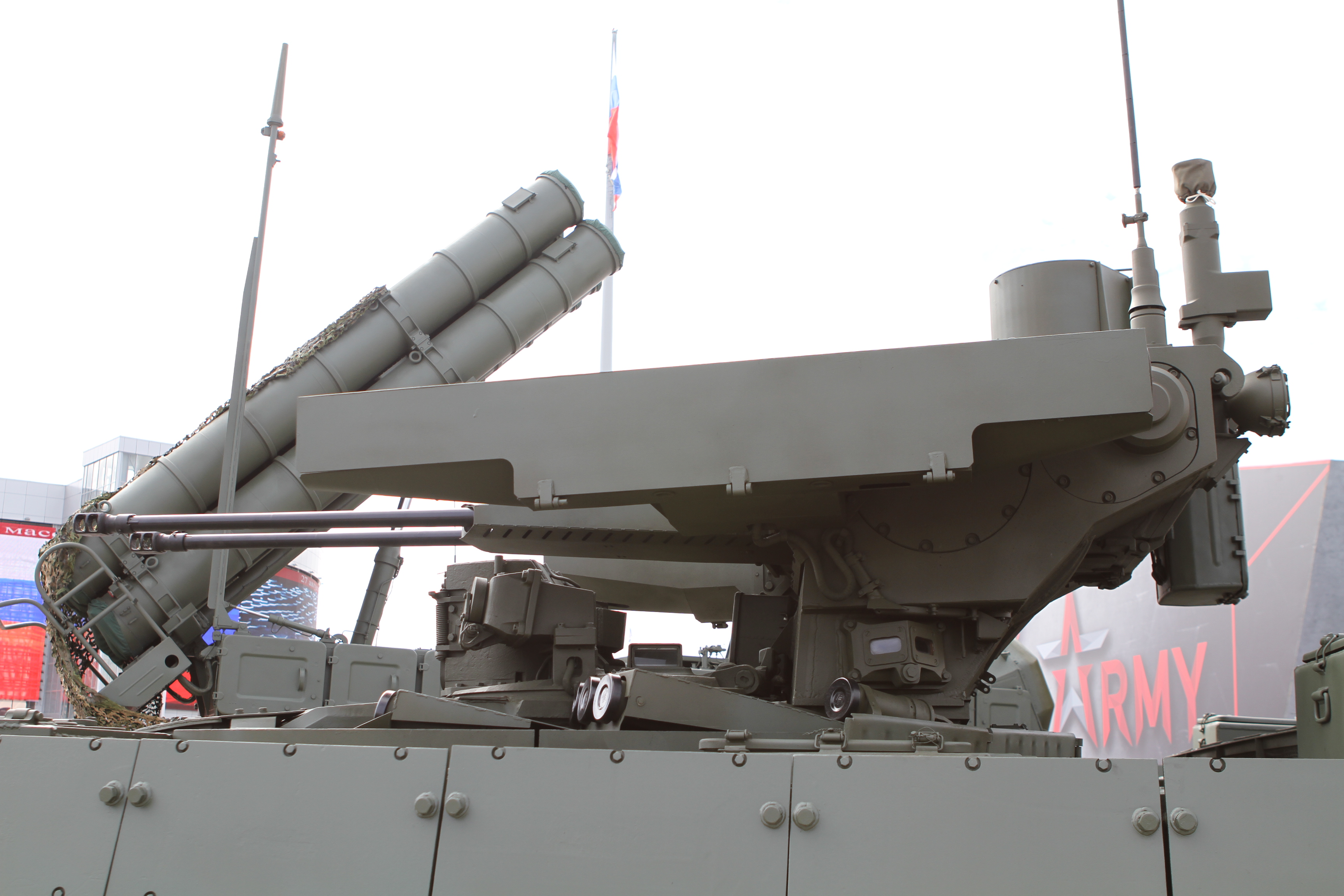
Vue du côté de la tourelle d'un BMPT-72
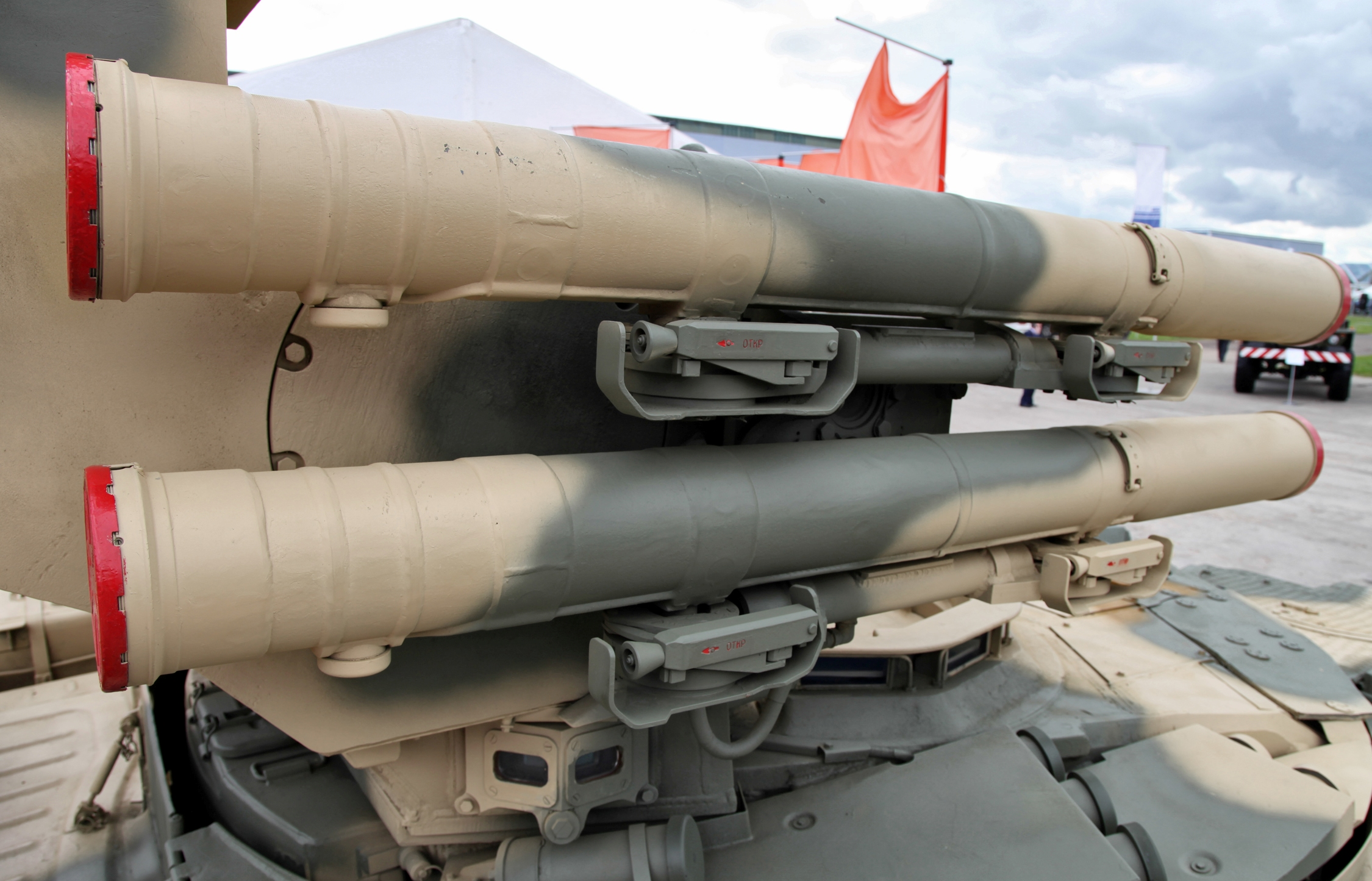
Vue de deux des quatre lanceurs de missile du BMPT
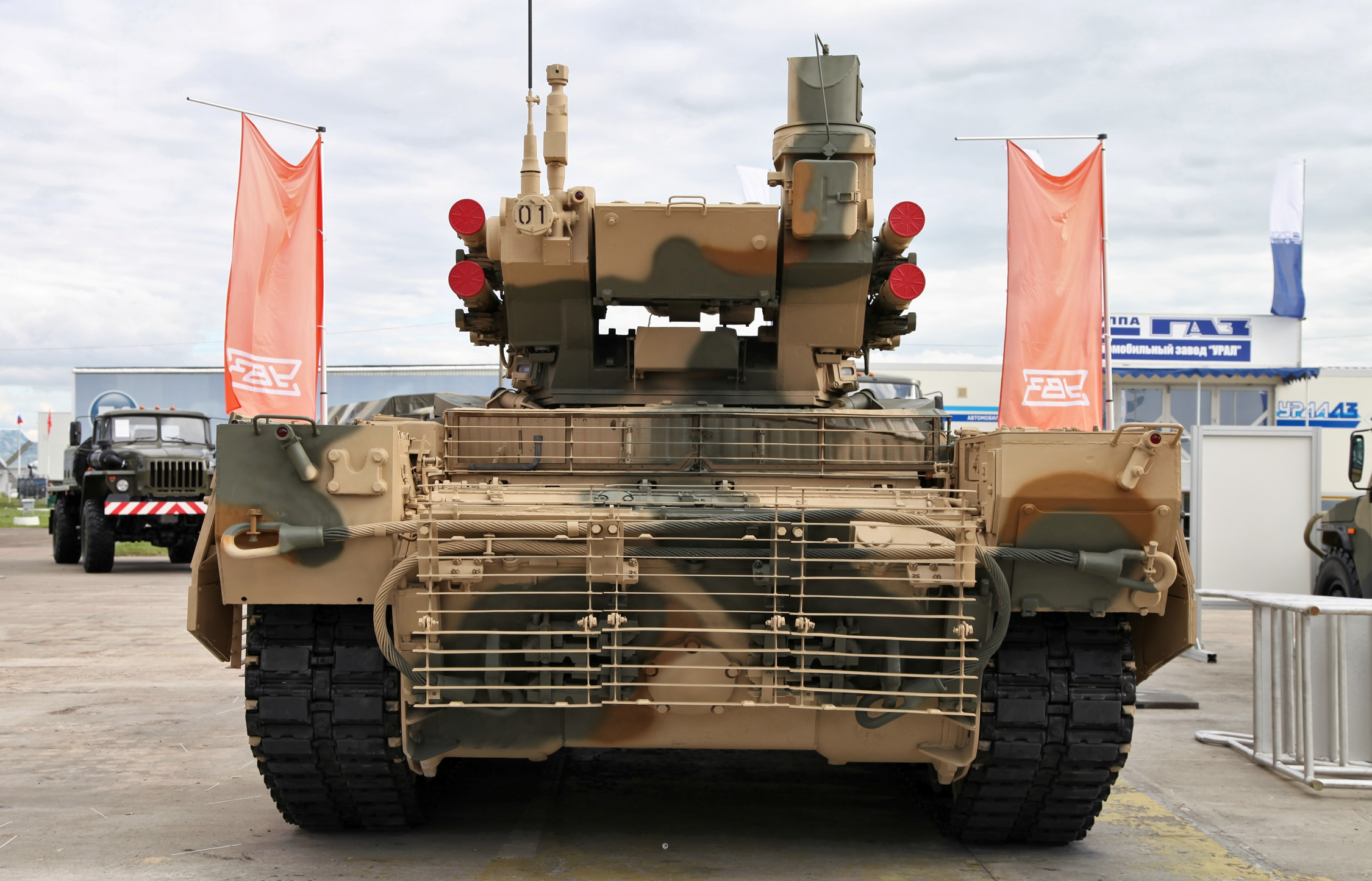
Vue de l'arrière d'un BMPT
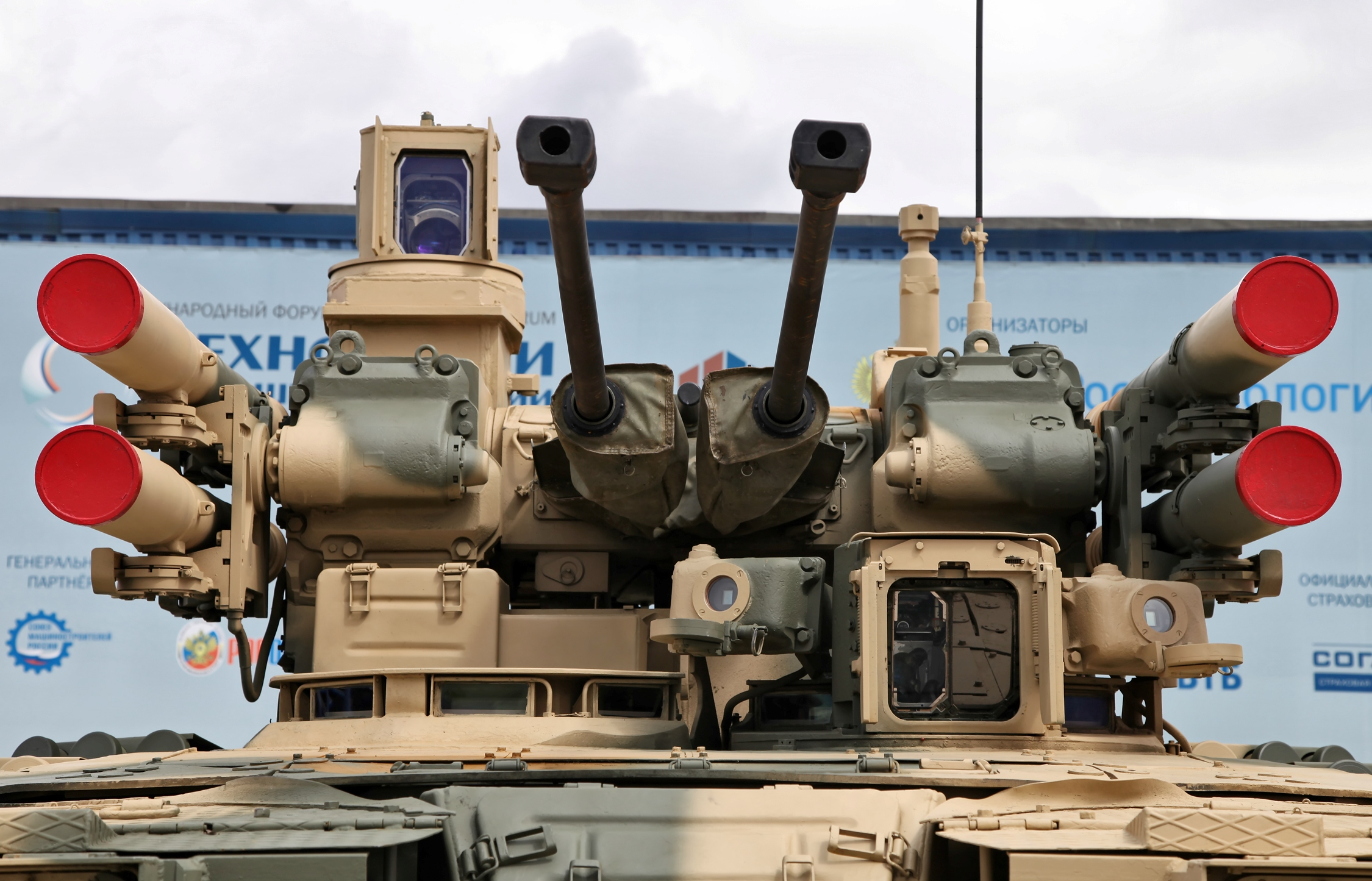
Vue de la tourelle du BMPT
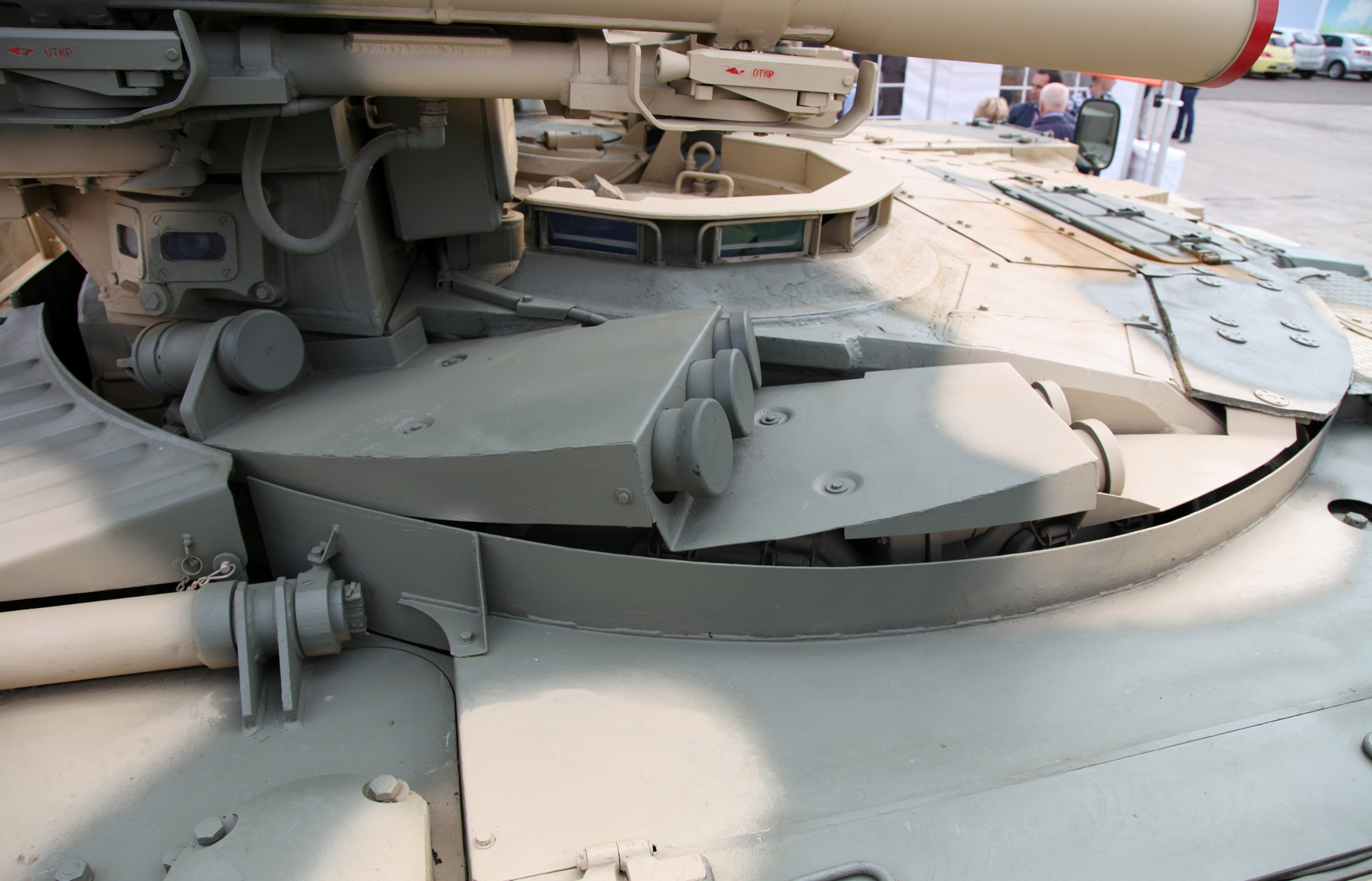
Vue des lances-pots fumigènes du BMPT
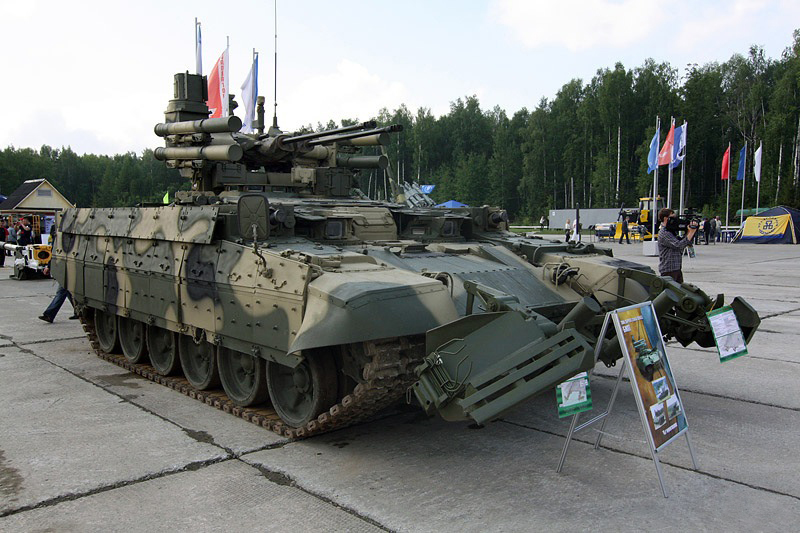
Vue d'un BMPT équipé d'une lame de déblaiement